# Leleplezések a 18. század diplomáciatörténetéről
A Leleplezések a 18. század diplomáciatörténetéről (rövid elnevezései a szakirodalomban: Titkos diplomácia illetve Leleplezések...) Karl Marx egyik legtöbb vitát kiváltó írása. A publicisztikai, élesen polemizáló, moralizáló stílusban 1855 körül írt mű fő tárgya az angol-orosz viszony alakulása a 18. században. Marx azzal vádolja a korabeli angol politikát, hogy elvtelenül szövetkezett a végtelenül reakciós, a tatár uralomhoz alkalmazkodva kialakult fél-ázsiai Oroszországgal. Marx az orosz nép „faji jellegzetességeiről” is ír, azzal, hogy az oroszok és a „szláv faj” törzsei általában mind a szárazföld belsejében telepedtek meg, és nem érdekelte őket a tenger.
A szárazföld belsejében történő letelepedés és birodalomépítés, valamint a tatár hagyományok  az orosz eurázsianizmus geopolitikai, filozófiai irányzatának is jellegzetes témái, de éppen ellenkező előjellel: az elmélet hívei ebben Oroszország erejét és messianisztikus elhivatottságát látják.
Marxnak ez az írása, nyilván az Oroszországot élesen bíráló jellege miatt, a Szovjetunió idején kimaradt a marxista kánonból és a 80-as évek végéig nem jelent meg nyomtatásban.

## Tartalma
Marx írásában részletesen foglalkozik a 18. századi angol-orosz diplomáciai és kereskedelmi kapcsolatokkal. Forrásai alapján élesen elítéli az angol diplomáciát, külpolitikát azért, mert hozzájárult Oroszország megerősödéséhez.
Maga Marx így foglalja össze művének egyik fő mondanivalóját:
Moszkovia a mongol rabszolgaság rettenetes és nyomorúságos iskolájában nevelkedett és nőtt fel. Csak azáltal gyűjtött erőt, hogy virtuózzá vált a szolgaság mesterségében. Még felszabadulása után is Moszkovia tovább játszotta hagyományos szerepét, az úrrá lett rabszolgáét. Végül Nagy Péter párosította a mongol rabszolga politikai mesterkedését a mongol úr büszke törekvésével, akire Dzsingisz kán a végakaratában ráhagyta világhódítását.

## Keletkezése, kiadástörténete
Az 1850-es években Marx gyakran foglalkozott a diplomácia történetével. A British Museumban William Coxe angol történész gyűjteményében felfedezett számos 18. századi dokumentumot, köztük szentpétervári angol követek leveleit. Ez a lelet volt az indítéka Revelations of the Diplomatic History of the 18th Century megírásának, amit 1856 márciusában, a krími háború idején kezdett el, és 1857 márciusában fejezett be. Marx erről ezt írta később: 

„A British Museumban található diplomáciai kéziratok átvizsgálásánál felfedeztem egy sor – a XVIII. század végétől Nagy Péter korszakáig visszamenő – angol iratot, amelyek leleplezik a londoni és a pétervári kabinetek közötti állandó titkos együttműködést, ám Nagy Péter idejébe helyezik ennek az összefüggésnek a bölcsőjét ”

– MEM 14. köt. 414. old.

Marx elhatározta, hogy egy hosszabb írást tesz közzé a 18. századi angol-orosz kapcsolatok történetéről. Ezt végül David Urquhart skót politikus Sheffield Free Press nevű lapja kezdte közölni 1856. június végén. De mivel a szerkesztők Marx beleegyezése nélkül önkényes törIésekkel megmásították a szöveget, Marx leállította a közlést, és átadta munkáját a londoni The Free Press hetilapnak, ami aztán azt 1856 augusztusa és 1857 áprilisa között egészében közölte. 
A közzétett szöveget Marx csak bevezetésnek szánta egy nagyobb könyvhöz, amit aztán soha nem írt meg. Az írás öt fejezetre tagozódik. Több mint fele dokumentumokból (jelentések, levelek és pamfletek) és azok kommentálásából áll.
A munkát Marx és Engels életében nem adták ki újra. Engels halála ezt az írást Marx és Engels más műveihez hasonlóan Marx lánya, Eleanor rendezte sajtó alá, majd Londonban 1899-ben, már Eleanor halála után jelent meg „Secret Diplomatic History of the Eighteenth Century” címmel. Ebben a kiadásban a „The Defensive Treaty” c. pamfletet külön fejezetként nyomtatták ki, így ez a könyv hat fejezetet tartalmazott. Kimaradt viszont az eredeti 4. fejezet utolsó néhány oldala, amelyek a „legkényesebb” állításokat tartalmazzák az orosz társadalom „fél-ázsiai” jellegéről.  
Angolul a Revelations újra megjelent 1969-ben Londonban és New Yorkban; francia fordítása 1954-ben; német fordítása 1960-ban, 1977-ben és 1981-ben; lengyel fordítása 1967-ben; olasz fordítása 1977-ben.
Mindezek a publikációk rendszerint az 1899-es kiadást reprodukálják vagy azon alapulnak. de közlik az V. fejezet (az eredetiben IV.) befejező oldalait, melyek az 1899-es kiadásból kimaradtak.
Magyarországon 1990-ben adták ki David Boriszovics Rjazanov 1909-es vitairatával (és Tagai Imre bevezető tanulmányával) egy kötetben. Rjazanov írása részletes források alapján árnyalja Marx sommás kijelentéseit, javítja tévedéseit, de hajlik arra, hogy apologetikusan kezelje az orosz társadalmi fejlődés árnyoldalait.